# 처음 만날 때처럼
《처음 만날 때처럼》은 015B의 객원 보컬였던 윤종신의 첫 솔로 앨범이다.

## 수록곡
1. 처음 만날때처럼[1]
  - 작곡 : 윤종신 / 작사 : 윤종신
2. 이젠 그댈[2]
  - 작곡 : 윤종신 / 작사 : 윤종신
3. 떠나간 친구에게[3]
  - 작곡 : 정석원 / 작사 : 윤종신
4. 새벽[4]
  - 작곡 : 김진태 / 작사 : 김진태
5. 허탈한 기억 속에[5]
  - 작곡 : 정석원 / 작사 : 정석원
6. 미소[6]
  - 작곡 : 성지훈 / 작사 : 이영주
7. 7분전[7]
  - 작곡 : 정석원 / 작사 : 윤종신
8. 나만의 사랑[8]
  - 작곡 : 윤종신 / 작사 : 윤종신
9. 꼭 쥔 십자가만이[9]
  - 작곡 : 정석원 / 작사 : 윤종신